# Dolichiscus mirabilis
Dolichiscus mirabilis là một loài chân đều trong họ Austrarcturellidae. Loài này được Brandt miêu tả khoa học năm 1990.